# Alexandre Coigny

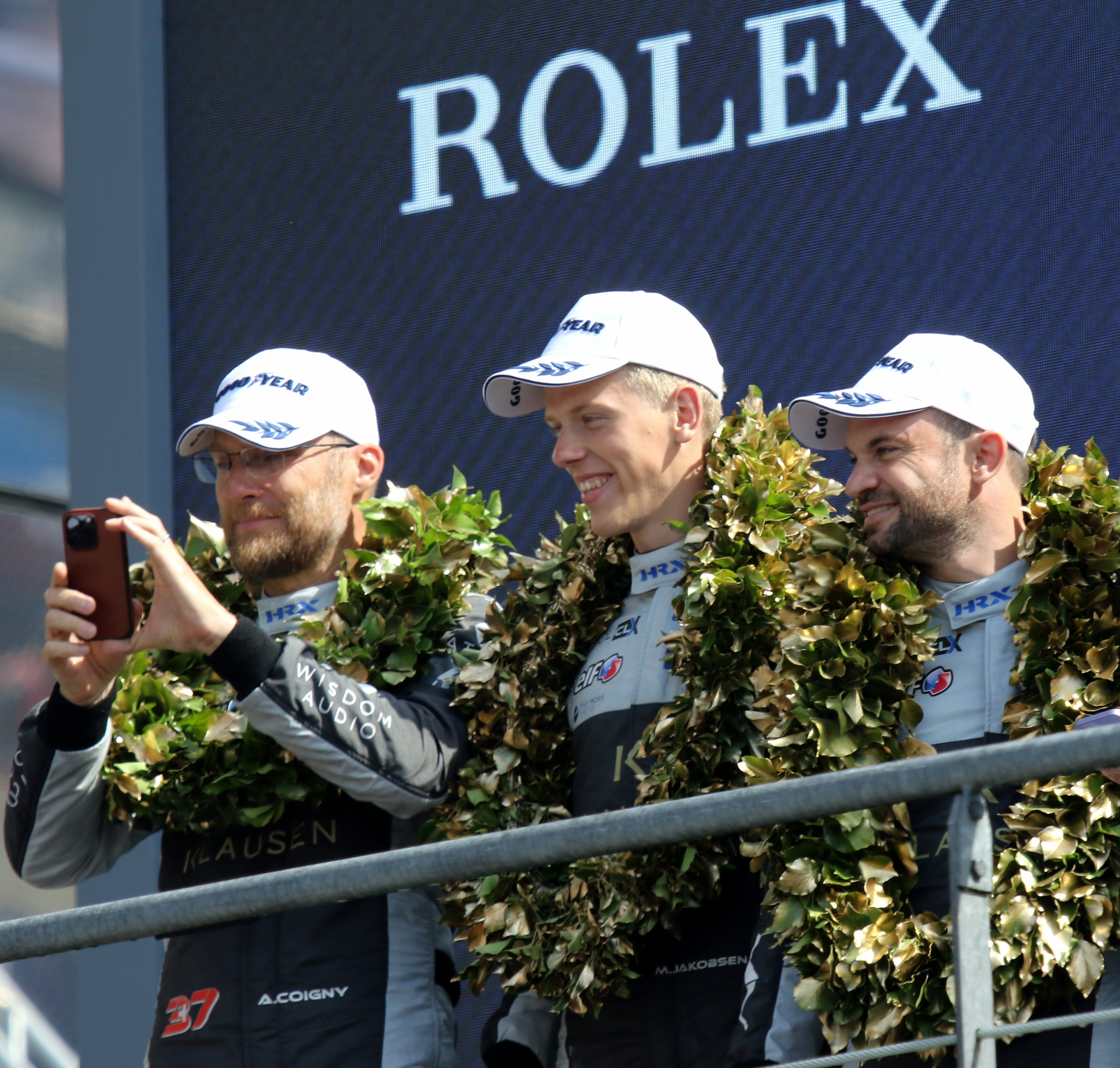
Alexandre Coigny (links), mit Malthe Jakobsen und Nicolas Lapierre 2023 in Le Mans

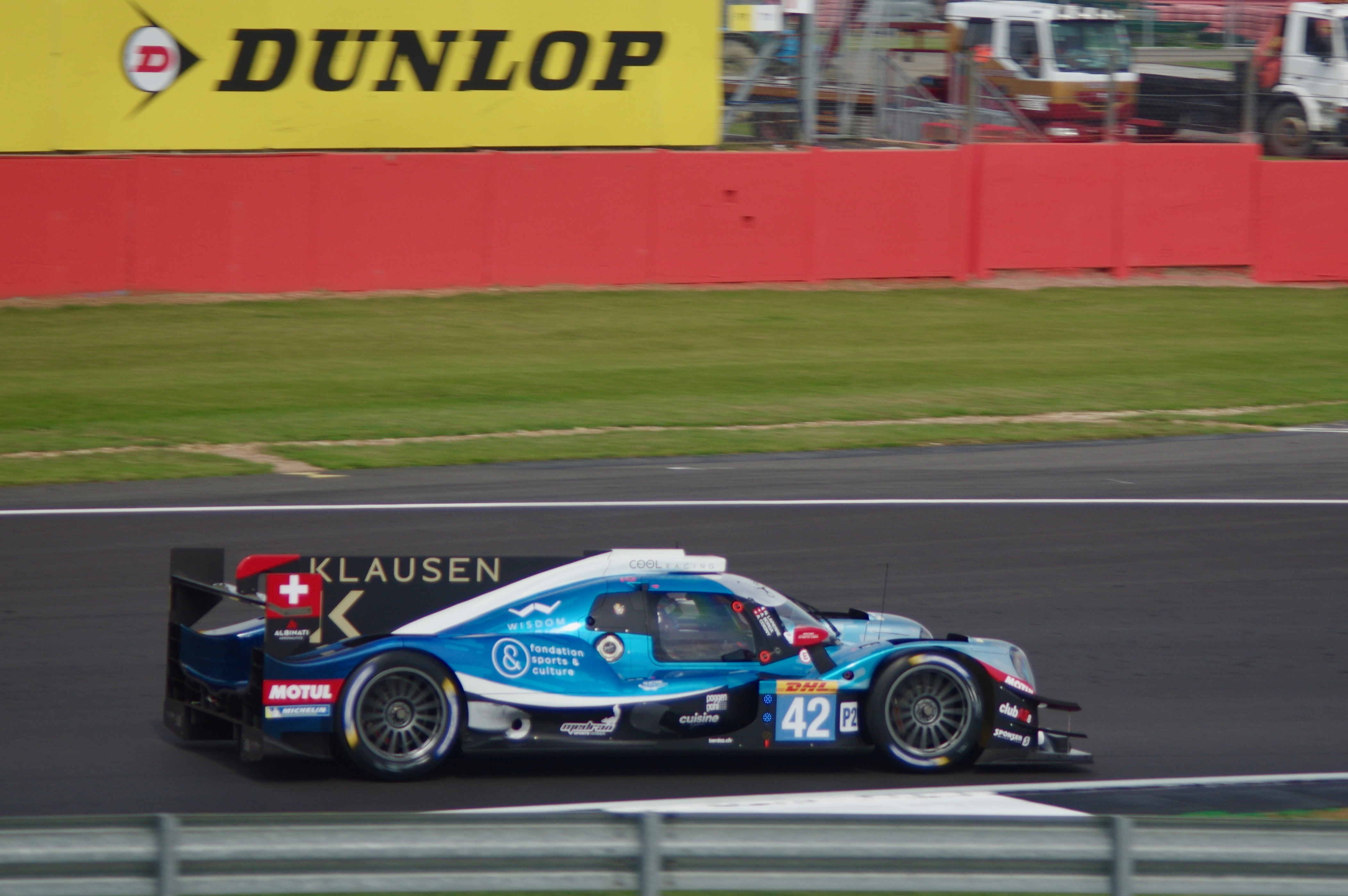
Der von Alexandre Coigny gefahrene Oreca 07 beim 4-Stunden-Rennen von Silverstone 2019

Alexandre Coigny (* 16. August 1975 in Lugano) ist ein Schweizer Unternehmer und Autorennfahrer.

## Unternehmer
Alexandre Coigny ist Gründer und Eigentümer einiger in der Schweiz ansässigen Unternehmen. Dazu zählen unter anderem das Luftfahrtunternehmen Cool Aviation Switzerland und die Immobilien-Gesellschaft COIGNY & Cie Sàrl. 2020 gründete er gemeinsam mit dem französischen Rennfahrer Nicolas Lapierre den Motorsport-Rennstall „Cool Racing“. Das Team ist im Sportwagensport aktiv und startet in der FIA-Langstrecken-Weltmeisterschaft sowie in der European- und Asian Le Mans Series.

## Karriere als Rennfahrer
Die Fahreraktivitäten von Alexandre Coigny begannen 2015. Zu Beginn fuhr er einen Funyo 4 RC (offener Sportwagen-Zweisitzer mit 2-Liter-Peugeot-Motor) in der V de V Funyo-Challenge und nach einem Jahr im GT-Sport ab 2017 einen Ligier JS P3 in der European Le Mans Series. Gemeinsam mit Lapierre und seinem Landsmann Antonin Borga bestritt er 2019/20 auf einem Cool-Racing-Oreca 07 eine komplette Saison in der FIA-Langstrecken-Weltmeisterschaft, gab sein Debüt beim 24-Stunden-Rennen von Le Mans und erreichte mit dem fünfen Gesamtrang beim 6-Stunden-Rennen von Spa-Francorchamps sein bestes Saisonergebnis.
2023 war sein bisher erfolgreichstes Rennjahr. Gemeinsam mit Malthe Jakobsen gewann er mit dem LMP2-Oreca 07 das zur Asian Le Mans Series 2023 zählende 4-Stunden-Rennen von Abu Dhabi. Im Rahmen der European Le Mans Series kam er beim 4-Stunden-Rennen von Spa-Francorchamps als Gesamtzweiter ins Ziel und war am Jahresende Zweiter in der Endwertung der LMP2-Pro/Am-Klasse.

## Statistik

### Le-Mans-Ergebnisse
| Jahr | Team        | Fahrzeug | Teamkollege     | Teamkollege      | Platzierung | Ausfallgrund |
| ---- | ----------- | -------- | --------------- | ---------------- | ----------- | ------------ |
| 2020 | Cool Racing | Oreca 07 | Antonin Borga   | Nicolas Lapierre | Rang 12     |              |
| 2023 | Cool Racing | Oreca 07 | Malthe Jakobsen | Nicolas Lapierre | Rang 23     |              |

### Einzelergebnisse in der FIA-Langstrecken-Weltmeisterschaft
| Saison  | Team        | Rennwagen | 1   | 2   | 3   | 4   | 5   | 6   | 7   | 8   |
| ------- | ----------- | --------- | --- | --- | --- | --- | --- | --- | --- | --- |
| 2019/20 | Cool Racing | Oreca 07  | SIL | FUJ | SHA | BAH | AUS | SPA | LEM | BAH |
| 2019/20 | Cool Racing | Oreca 07  |     | 8   | DNF | 10  | 7   | 5   | 12  |     |
| 2023    | Cool Racing | Oreca 07  | SEB | POR | SPA | LEM | MON | FUJ | BAH |     |
| 2023    | Cool Racing | Oreca 07  | 23  |     |     |     |     |     |     |     |